# Mecze reprezentacji Polski w piłce nożnej mężczyzn prowadzonej przez Józefa Szkolnikowskiego
Zestawienie spotkań reprezentacji Polski przez Józefa Szkolnikowskiego – mecze reprezentacji Polski rozegrane, kiedy trenerem tejże drużyny był Józef Szkolnikowski.
Józef Szkolnikowski był pierwszym selekcjonerem reprezentacji Polski, piastując to stanowisko w roku 1921. Poprowadził kadrę podczas jednego spotkania.

## Oficjalne międzynarodowe spotkania
| Nr | Przeciwnik | Miejsce   | Data            | Impreza         | Wynik (Polska – przeciwnik) | Przypisy |
| -- | ---------- | --------- | --------------- | --------------- | --------------------------- | -------- |
| 1  | Węgry      | Budapeszt | 18 grudnia 1921 | mecz towarzyski | 0:1                         | [ 2 ]    |

## Bilans[2]
|                 | zwycięstwa | remisy | porażki |
| ogółem          | 0          | 0      | 1       |
| dom             | 0          | 0      | 0       |
| wyjazd          | 0          | 0      | 1       |
| neutralny teren | 0          | 0      | 0       |

|                 | strzelone | stracone |
| ogółem          | 0         | 1        |
| dom             | 0         | 0        |
| wyjazd          | 0         | 1        |
| neutralny teren | 0         | 0        |

|                 | strzelone | stracone |
| ogółem          | 0         | 1        |
| dom             | 0         | 0        |
| wyjazd          | 0         | 1        |
| neutralny teren | 0         | 0        |

|      | zwycięstwa | remisy | porażki |
| 1921 | 0          | 0      | 1       |

|      | strzelone | stracone |
| 1921 | 0         | 1        |

## Szczegóły
| 18 grudnia 1921 13:45 CET | Polska | 0:1(0:1) | Węgry · 18' Jenő Szabó | Budapeszt, Hidegkuti Nándor Stadion Sędzia: Karl Grätz (Czechosłowacja) |
|                           |        |          |                        |                                                                         |

Polska: Jan Loth, Ludwik Gintel, Artur Marczewski, Zdzisław Styczeń, Stanisław Cikowski, Tadeusz Synowiec, Stanisław Mielech, Wacław Kuchar, Józef Kałuża, Marian Einbacher, Leon Sperling.

Węgry: Károly Zsák (46. Ignác Amsel), Károly Fogl, Gyula Mándi, Vilmos Kertész, Gábor Obitz, Zoltán Blum, Imre Schlosser, György Molnár, István Pluhár, Jenő Szabó, Jenő Wiener.